# Camponotus cylindricus
Camponotus cylindricus é uma espécie de inseto do gênero Camponotus, pertencente à família Formicidae.